# Xiao Ruoteng
Xiao Ruoteng (Pekín, 30 de enero de 1996) es un deportista chino que compite en gimnasia artística.
Participó en dos Juegos Olímpicos de Verano, obteniendo en total cinco medallas, tres en Tokio 2020, plata en el concurso individual y bronce en suelo y por equipos (junto con Lin Chaopan, Sun Wei y Zou Jingyuan), y dos en París 2024, plata en la prueba por equipos (con Liu Yang, Su Weide, Zhang Boheng y Zou Jingyuan) y bronce individual.
Ganó ocho medallas en el Campeonato Mundial de Gimnasia Artística entre los años 2015 y 2019.

## Palmarés internacional
| Juegos Olímpicos   | Juegos Olímpicos      | Juegos Olímpicos  | Juegos Olímpicos                |
| Año                | Lugar                 | Medalla           | Prueba                          |
| ------------------ | --------------------- | ----------------- | ------------------------------- |
| 2020               | Tokio (Japón)         | Medalla de plata  | Concurso individual             |
| 2020               | Tokio (Japón)         | Medalla de bronce | Suelo                           |
| 2020               | Tokio (Japón)         | Medalla de bronce | Concurso por equipos            |
| 2024               | París (Francia)       | Medalla de plata  | Concurso por equipos            |
| 2024               | París (Francia)       | Medalla de bronce | Concurso individual             |
| Campeonato Mundial |                       |                   |                                 |
| Año                | Lugar                 | Medalla           | Prueba                          |
| 2015               | Glasgow (Reino Unido) | Medalla de bronce | Concurso por equipos            |
| 2017               | Montreal (Canadá)     | Medalla de oro    | Concurso individual             |
| 2017               | Montreal (Canadá)     | Medalla de bronce | Caballo con arcos               |
| 2018               | Doha (Catar)          | Medalla de oro    | Caballo con arcos               |
| 2018               | Doha (Catar)          | Medalla de oro    | Concurso por equipos            |
| 2018               | Doha (Catar)          | Medalla de plata  | Concurso individual             |
| 2019               | Stuttgart (Alemania)  | Medalla de plata  | Concurso individual por equipos |
| 2019               | Stuttgart (Alemania)  | Medalla de bronce | Suelo                           |